# Miragaia (Lourinhã)
Miragaia é uma povoação portuguesa do Município da Lourinhã que foi sede da extinta Freguesia de Miragaia, freguesia que tinha 12,22 km² de área e 1 822 habitantes (2011), e, por isso, uma densidade populacional de 149,1 hab/km².
Em 2013, no âmbito de uma reorganização administrativa a nível nacional, a Freguesia de Miragaia foi agregada à Freguesia de Marteleira, para criar a nova União das Freguesias de Miragaia e Marteleira.

## População
| População da Freguesia de Miragaia | População da Freguesia de Miragaia | População da Freguesia de Miragaia | População da Freguesia de Miragaia | População da Freguesia de Miragaia | População da Freguesia de Miragaia | População da Freguesia de Miragaia | População da Freguesia de Miragaia | População da Freguesia de Miragaia | População da Freguesia de Miragaia | População da Freguesia de Miragaia | População da Freguesia de Miragaia | População da Freguesia de Miragaia | População da Freguesia de Miragaia | População da Freguesia de Miragaia |
| ---------------------------------- | ---------------------------------- | ---------------------------------- | ---------------------------------- | ---------------------------------- | ---------------------------------- | ---------------------------------- | ---------------------------------- | ---------------------------------- | ---------------------------------- | ---------------------------------- | ---------------------------------- | ---------------------------------- | ---------------------------------- | ---------------------------------- |
| 1864                               | 1878                               | 1890                               | 1900                               | 1911                               | 1920                               | 1930                               | 1940                               | 1950                               | 1960                               | 1970                               | 1981                               | 1991                               | 2001                               | 2011                               |
| 980                                | 1 493                              | 1 804                              | 1 983                              | 2 264                              | 2 540                              | 2 853                              | 3 122                              | 3 509                              | 3 542                              | 3 266                              | 3 441                              | 1 676                              | 1 670                              | 1 822                              |

Com lugares desta freguesia foi criada pela Lei n.º 58/84,  de 31 de Dezembro, a freguesia de Marteleira (1.613 hb)
; 
;
;

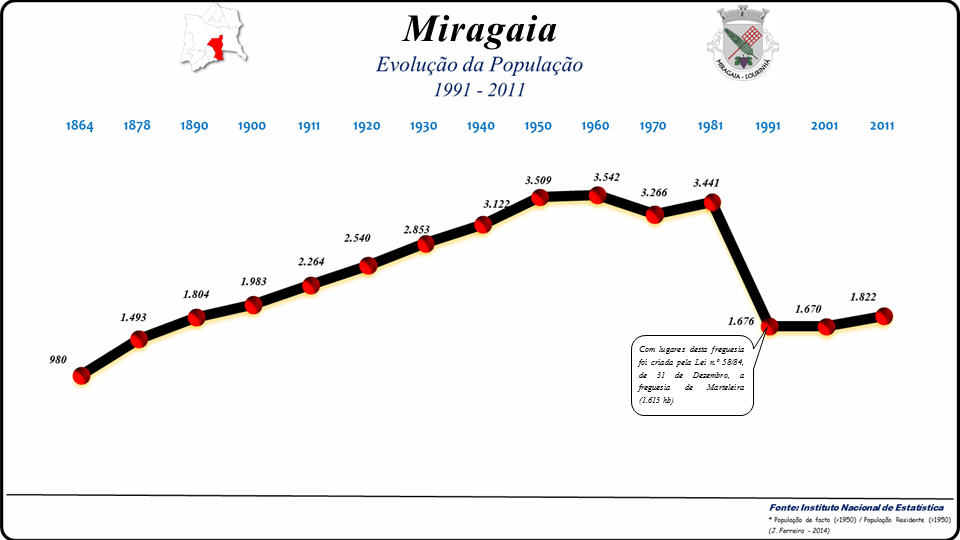
Evolução da População 1864 / 2011

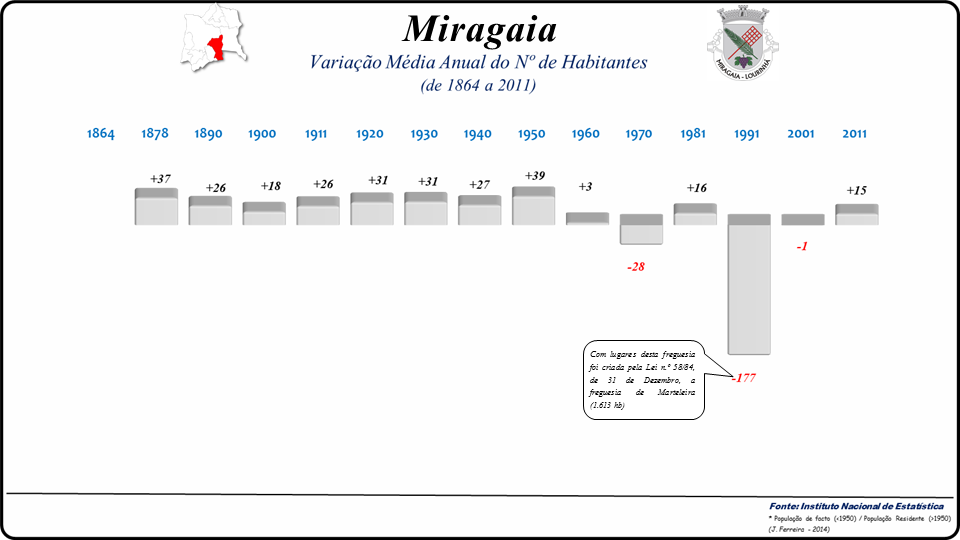
Variação da População 1864 / 2011

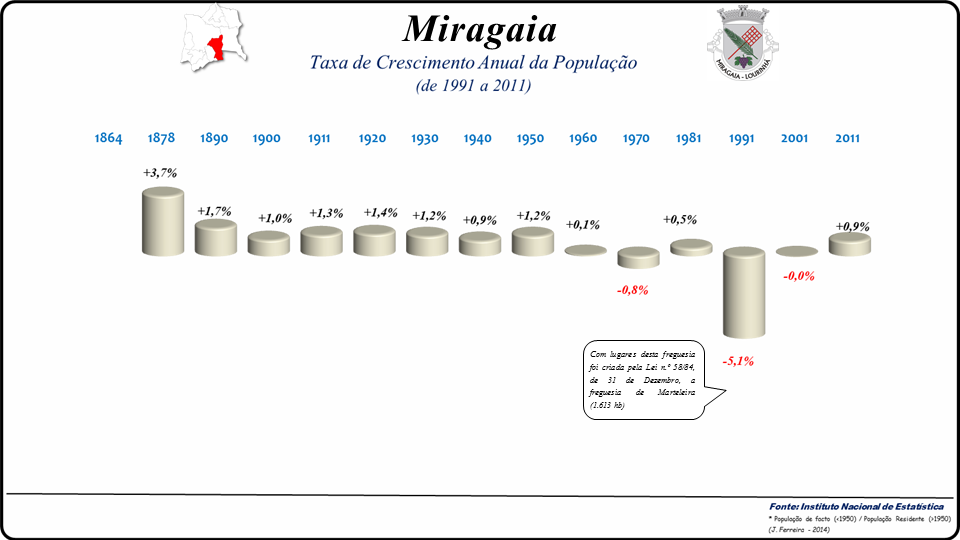
Variação da População 1864 / 2011

A freguesia de Miragaia é também conhecida pela designação de São Lourenço de A-dos-Francos ou simplesmente como São Lourenço dos Francos.
A esta freguesia pertenciam as localidades de Miragaia, Papagovas, Campelos (uma parte, a pertencente ao Município da Lourinhã), Casais Carvalhos, Casal dos Anjos, Casal do Arieiro, Casais das Campainhas, Casalinho das Oliveiras, Ribeira de Palheiros, entre outros.
Foi em 1555 que foi solicitada a criação de uma paróquia. Até aí pertenciam à de Nossa Senhora da Anunciação da Lourinhã que ficava longe. O arcebispo de Lisboa criou então a paróquia de São Lourenço dos Francos, assim chamada por ter sido escolhida como Matriz a arruinada Igreja do Convento de São Lourenço dos Francos, que fora dos Frades Agostinhos e estava abandonado. Este Mosteiro de São Lourenço teria sido fundado no século IX, mais ou menos no tempo em que se teria fundado o Convento de Penafirme e outros na região da Estremadura. Situar-se-ia junto a um povoado denominado Monardo dos Francos e à margem de uma ribeira. Entre 1394 e 1396, foi prior neste Convento São Gonçalo de Lagos. Veio a ser oficialmente extinto em 1555.
Para a constituição da paróquia tiveram de reconstruir a igreja, dando-lhe a feição típica da arquitectura do renascimento rural estremenho. Tem um silhar de azulejos, tipo tapete, a revestir o baptistério (século XVII) e imagens em pedra policromada do século XVIII. O templo foi reconstruído de novo em 1687 e a capela-mor foi-lhe acrescentada em 1737. Curiosamente, nas obras então efectuadas foram incorporadas na parede exterior da cabeceira duas lápides votivas, datadas da segunda metade do século II d.C. e que, pelo tipo de paginação e pelo uso dos mesmos nexos devem ser provenientes da oficina local, que testemunham, de certa forma, a romanização da região. No ano de 2005 foram iniciadas obras de recuperação do interior e exterior.
O Convento de São Loureço dos Francos (igreja), é revestido a ouro e foi restaurado; tem um jardim e o cemitério da freguesia, que abrange algumas aldeias.
As colectividades mais representativas são a Associação para o Desenvolvimento de Miragaia, o G.D.R. de Papagovas, o Centro Social e Recreativo de Ribeira de Palheiros, a Associação Recreativa e Cultural de Casais das Campainhas e Casais do Rijo e a Associação Cultural, Desportiva e Recreativa de Casalinho das Oliveiras.
Miragaia é, ainda, conhecida pelo seu bolo tradicional, o pão-de-ló de Miragaia e pela origem do dinossauro Miragaia longicollum.